# Agrias talboti
Agrias talboti är en fjärilsart som beskrevs av Percy I. Lathy 1921. Agrias talboti ingår i släktet Agrias och familjen praktfjärilar. Inga underarter finns listade i Catalogue of Life.